# Néné (football, 1979)
Pour les articles homonymes, voir Nene.
Néné, de son nom complet Adriano Barbosa Miranda da Luz, né le 24 août 1979, est un footballeur cap-verdien né à Lisbonne (Portugal). Il évolue au poste de milieu de terrain pour le club de Vilaverdense FC ainsi que pour l'équipe nationale du Cap-Vert.

## Biographie
Libre de tout contrat, il signe un contrat de deux saisons au FC Brașov en juillet 2009. Alors qu'il joue peu (9 matchs), il retourne au Portugal et s'engage pour le club du FC Arouca en II Divisão.